# رومئو (فیلم)
رومئو یک فیلم هندی تامیل زبان کمدی عاشقانه درام محصول سال ۲۰۲۴ به نویسندگی و کارگردانی وینااک است. وایدیاناتان در اولین کارگردانی خود و تهیه کنندگی میرا ویجی آنتونی است. در این فیلم ویجی آنتونی و میرنالینی راوی در نقش‌های اصلی بازی می‌کنند.موسیقی متن و پس‌زمینه موسیقی فیلم توسط اولین‌ها بارات داناسکار و راوی رویستر ساخته شده است، در حالی که فیلمبرداری و تدوین توسط فاروک جی باشا و ویجی آنتونی انجام شده است.  این فیلم به طور گسترده در مالزی، بانکوک، حیدرآباد، بنگالور ، تنکاسی و مهابالی پورام فیلمبرداری شده است.
«رومئو» در ۱۱ آوریل ۲۰۲۴ مصادف با ماه رمضان در سینما اکران شد و نقدهای متفاوت تا مثبت منتقدان را دریافت کرد.

## طرح
دانش آریواژگان یک بازگشته از مالزی است که عاشق لیلا می شود که از همان روستای او است. به دلیل نارضایتی لیلا که یک بازیگر مبارز است و این واقعیت را از خانواده ستمگر خود پنهان می کند، پیشنهاد ازدواج آریو با لیلا توسط خانواده دومی پذیرفته می شود. اما با توجه به اینکه ازدواج تنها گزینه برای او برای بازگشت به شهر و پیگیری اشتیاق خود است، لیلا مجبور می شود موافقت کند. آنچه در ادامه می آید داستانی است که برای حدس زدن پاداشی ندارد: تمام تلاش هایی که یک مرد نجیب انجام می دهد تا او را عاشق کند.

## بازیگران
- ویجی آنتونی در نقش آریواژاگان "آریوو"، شوهر لیلا و برادر جانانی
- میرنالینی راوی در نقش لیلا، همسر آریواژاگان
- وی تی وی گانش در نقش عموی آریواژگان و جانانی
- یوگی بابو در نقش ویکرام
- ایلاواراسو در نقش آریواژاگان و پدر جانانی
- تایایواسال ویجی به عنوان پدر لیلا
- سودا در نقش مادر آریواژگان و جانانی
- ساریج راوی در نقش مادر لیلا
- ویلون موثمیژوانان در نقش دوست آریواژگان
- شا را به عنوان دوست لیلا
- انارکلی نظر در نقش جنانی، خواهر آریواژگان
  - سمریدا سام در نقش جوان جنانی
- روهیت نانداکومار (روژو) در نقش گوتهام، دوست لیلا
- شالینی ویجایاکومار در نقش دوست لیلا

## تولید
در ۱۶ آگوست ۲۰۲۳، اعلام شد که ویجی آنتونی خانه تولید جدید خود را راه‌اندازی کرد. این فیلم با عنوان "رومئو" نام داشت و اولین فیلم عاشقانه ویجی آنتونی است و اولین پوستر ظاهری فیلم نیز بود.  در همان روز منتشر شد. کارگردان، وینایاک وایدیاناتان، دستیار کارگردان کارتیک بود و با او در فیلم «یک زندگی (۲۰۲۲) (سلول)» کار می کرد. وایدیاناتان همچنین کارگردانی سریال وب "فاصله گذاری کادال" را بر عهده داشت.

## رهایی

### تئاتر
رومئو در ۱۱ آوریل در سینماها به همراه نسخه دوبله شده تلوگو تحت عنوان «گورو عشق» اکران شد.

### توزیع
حقوق پخش فیلم در تامیل نادو توسط فیلم های غول سرخ به دست آمد. حقوق خارجی کسب شده توسط آیگاران بین المللی و آرون پاندیان بدست آمده است. حقوق توزیع توسط سازندگان فیلم اتحاد در آندرا پرادش و تلانگانا به دست آمد. حقوق توزیع در کارناتاکا توسط فیلم های هومبال به دست آمده است.

### رسانه‌های خانگی
پلتفرم‌های پخش آمازون پرایم ویدئو و Aha (سرویس پخش جریانی) حقوق دیجیتالی فیلم را به دست آوردند در حالی که حقوق ماهواره‌ای به ستاره ویجی فروخته شد. این فیلم اولین نمایش دیجیتال خود را در پلتفرم استریم از ۱۰ می ۲۰۲۴ داشت.